# David III. (Georgien)
David III. oder IV. (georgisch დავით III/IV [dawit III/IV], auch: David III. Gobeladze) war ein Katholikos-Patriarch von Georgien im 15. Jahrhundert. Es gibt nur wenige Dokumente, die auf ihn hindeuten und aus dem Zeitraum zwischen 1435 und 1439 stammen. In den Dokumenten wird deutlich, welche Bemühungen David unternahm, um den Patriarchatssitz in Mzcheta nach den Verwüstungen der Timur-Invasionen wieder aufzubauen. Davids Amtszeit fiel auch zusammen mit dem Konzil von Ferrara/Florenz (1438–1439), bei welchem die georgischen Delegierten die Union mit der katholischen Kirche zurückwiesen.
Die Wissenschaft ist sich unsicher, ob David III. derselbe Katholikos ist wie David II. und David IV. (V.), welche in den Jahren 1426–1428 und 1447–1457 belegt sind. Traditionelle Listen der georgischen Patriarchen, wie zum Beispiel die Listen von Michel Tamarati und von Roin Metreveli, die von der georgisch-orthodoxen Kirche anerkannt sind, verzeichnen drei verschiedene Katholikoi mit dem Namen David im 15. Jahrhundert, während einige Historiker, vor allem Cyril Toumanoff, in den gleichen Namen ein und dieselbe Person sehen, nämlich einen Sohn von König Alexander. Die Verwirrung entsteht aus dem Vorhandensein von drei chronologischen Gruppen aus Dokumenten, während die Inkonsistenz in den Zählungen der Namen darauf zurückgeht, dass einige Historiker, unter anderem Tamarati, den Katholikos David in den Jahren 859–861 nicht anerkennen.